# Ahome
Ahome är en ort i Mexiko.   Den ligger i kommunen Ahome och delstaten Sinaloa, i den västra delen av landet, 1 300 km nordväst om huvudstaden Mexico City. Ahome ligger 13 meter över havet och antalet invånare är 10 806.
Terrängen runt Ahome är huvudsakligen platt, men norrut är den kuperad. Runt Ahome är det ganska tätbefolkat, med 83 invånare per kvadratkilometer. Ahome är det största samhället i trakten. Trakten runt Ahome består till största delen av jordbruksmark.